# Pokal Slovenije 2019/20
Der Pokal Slovenije 2019/20 war die 29. Austragung des slowenischen Fußballpokalwettbewerbs der Herren. Pokalsieger wurde NŠ Mura, der sich im Finale gegen den NK Nafta Lendava durchsetzte. Titelverteidiger NK Olimpija Ljubljana war im Achtelfinale ausgeschieden.
Durch den Sieg im Finale qualifizierte sich NŠ Mura für die 1. Qualifikationsrunde der UEFA Europa League 2020/21.

## Teilnehmer
| Nogometna Liga 2018/19 |
| ---------------------- |
| NK Maribor             |
| NK Olimpija Ljubljana  |
| NK Domžale             |
| NŠ Mura                |
| NK Celje               |
| NK Aluminij            |
| NK Rudar Velenje       |
| NK Triglav Kranj       |
| ND Gorica              |
| NK Krško               |

| Sieger des Regionalpokals | Sieger des Regionalpokals         |
| ------------------------- | --------------------------------- |
| MNZ Celje                 | NK Šampion Celje, NK Brežice 1919 |
| MNZ Koper                 | FC Koper, NK Tabor Sežana         |
| MNZG Kranj                | NK Bled, NK Šenčur                |
| MNZ Lendava               | NK Odranci, NK Nafta Lendava      |
| MNZ Ljubljana             | NK Kalcer Radomlje, NK Bravo      |
| MNZ Maribor               | Tehnotim Pesnica, NK Dobrovce     |
| MNZ Murska Sobota         | NK Grad, ND Beltinci              |
| MNZ Nova Gorica           | NK TKK Tolmin, NK Brda Dobrovo    |
| MNZ Ptuj                  | ŠD Videm, NK Bistrica             |

## Modus
Außer im Viertelfinale wurde der Sieger in einem Spiel ermittelt. Stand es nach der regulären Spielzeit von 90 Minuten unentschieden, kam es zur Verlängerung von zweimal 15 Minuten und falls danach immer noch kein Sieger feststand zum Elfmeterschießen. Im Viertelfinale wurden die Sieger in Hin- und Rückspiel ermittelt.
Mannschaften, die sich aus dem gleichen Regionalpokal qualifiziert hatten, konnten in den beiden ersten Runden nicht aufeinander treffen. Unterklassige Teams hatten bis zum Achtelfinale Heimrecht.

## 1. Runde
| Datum                 |                  | Ergebnis               |                    |
| --------------------- | ---------------- | ---------------------- | ------------------ |
| 14.08.2019, 16:00 Uhr | ŠD Videm         | 1:4                    | NK Tabor Sežana    |
| 14.08.2019, 16:00 Uhr | NK Bistrica      | 2:2 n. V., (3:4 i. E.) | NK Brda Dobrovo    |
| 14.08.2019, 16:00 Uhr | NK Bled          | 1:3                    | NK Celje           |
| 14.08.2019, 16:00 Uhr | NK Brežice 1919  | 1:2                    | NK Triglav Kranj   |
| 14.08.2019, 16:00 Uhr | NK Grad          | 1:4                    | NK Krško           |
| 14.08.2019, 16:00 Uhr | Tehnotim Pesnica | 1:5                    | ND Gorica          |
| 14.08.2019, 16:00 Uhr | NK Odranci       | 1:3                    | NK Aluminij        |
| 14.08.2019, 16:00 Uhr | NK TKK Tolmin    | 3:2                    | NK Šampion Celje   |
| 14.08.2019, 16:00 Uhr | NK Šenčur        | 0:1                    | NK Nafta Lendava   |
| 14.08.2019, 16:00 Uhr | NK Dobrovce      | 00:10                  | NK Kalcer Radomlje |
| 14.08.2019, 18:00 Uhr | FC Koper         | 6:0                    | ND Beltinci        |
| 15.08.2019, 16:00 Uhr | NK Bravo         | 1:4 n. V.              | NK Rudar Velenje   |

## Achtelfinale
In dieser Runde stiegen die vier Europacup-Teilnehmer NK Maribor, NK Olimpija Ljubljana, NK Domžale und NŠ Mura ein.
| Datum                 |                       | Ergebnis  |                  |
| --------------------- | --------------------- | --------- | ---------------- |
| 11.09.2019, 15:30 Uhr | NK TKK Tolmin         | 0:6       | NK Celje         |
| 11.09.2019, 15:30 Uhr | NK Kalcer Radomlje    | 3:2 n. V. | ND Gorica        |
| 11.09.2019, 18:00 Uhr | NK Nafta Lendava      | 2:0       | NK Krško         |
| 18.09.2019, 15:30 Uhr | NK Triglav Kranj      | 1:3       | NŠ Mura          |
| 18.09.2019, 15:30 Uhr | NK Brda               | 0:3       | NK Domžale       |
| 18.09.2019, 16:30 Uhr | FC Koper              | 3:2       | NK Maribor       |
| 18.09.2019, 17:00 Uhr | NK Aluminij           | 1:0       | NK Tabor Sežana  |
| 19.09.2019, 16:30 Uhr | NK Olimpija Ljubljana | 0:1       | NK Rudar Velenje |

## Viertelfinale
Die Hinspiele fanden am 16., 22. und 24. Oktober 2019 statt, die Rückspiele am 29. und 30. Oktober 2019.
|                  | Gesamt          |                    | Hinspiel | Rückspiel |
| ---------------- | --------------- | ------------------ | -------- | --------- |
| NK Aluminij      | (a)3:3(a)       | FC Koper           | 1:0      | 2:3       |
| NK Nafta Lendava | 4:1             | NK Rudar Velenje   | 2:1      | 2:0       |
| NK Celje         | (a)1:1(a)       | NK Kalcer Radomlje | 1:1      | 0:0       |
| ND Gorica        | 5:5 (4:5 i. E.) | NŠ Mura            | 3:2      | 2:3 n. V. |

## Halbfinale
| Datum                 |                    | Ergebnis               |                  |
| --------------------- | ------------------ | ---------------------- | ---------------- |
| 09.06.2020, 17:30 Uhr | NK Aluminij        | 0:4                    | NŠ Mura          |
| 10.06.2020, 17:30 Uhr | NK Kalcer Radomlje | 1:1 n. V., (2:4 i. E.) | NK Nafta Lendava |

## Finale
| Paarung          | NK Nafta Lendava – NŠ Mura |
| Ergebnis         | 0:2 (0:0) |
| Datum            | 24. Juni 2020 um 17:30 Uhr |
| Stadion          | NNC Brdo, Predoslje |
| Zuschauer        | 200 |
| Schiedsrichter   | Rade Obrenović |
| Tore             | 0:1 Amadej Marosa (48.) 0:2 Zan Karnicnik (73.) |
| NK Nafta Lendava | Florijan Raduha – Leon Leustek, Tadel Pirtovsek, Ziga Zivko, Bence Gergényi, Mihael Rebernik – Rok Pirtovsek, Roland Paku, Gábor Végh (58. Dominik Drk) – Meshack Ubochioma, Alen Ploj (85. Lucian Pozsgai) Cheftrainer: Dejan Dončić                           |
| NŠ Mura          | Matko Obradović – Kai Cipot (65. Žan Karničnik), Jan Gorenc, Klemen Sturm – Matic Maruško, Nino Kouter, Ziga Kous, Luka Bobičanec, Tomi Horvat (87. Jon Šporn) – Luka Susnjara (72. Staniša Mandić), Amadej Marosa (87. Kevin Zizek) Cheftrainer: Ante Šimundža |
| Gelbe Karten     | Tadel Pirtovsek, Mihael Rebernik – Matko Obradović, Jan Gorenc |